# Corporación Deportiva Club Real Cartagena
La Corporación Deportiva Club Real Cartagena, comunemente abbreviato in Real Cartagena, è una squadra di calcio con sede nella città di Cartagena de Indias. Fu fondata nel 1971 e gioca attualmente nel campionato di massima divisione colombiana, la Categoría Primera A.

## Storia
La squadra fu creata nel 1971 con lo scopo di sostituire per una stagione l'Atletico Bucaramanga che in quel momento affrontava una gravissima crisi finanziaria e non poteva partecipare al campionato. Disputò la sua prima partita contro l'Once Caldas imponendosi a sorpresa per 1-0.
Alla fine della stagione la squadra venne esclusa dalla competizione e il posto venne riassegnato all'Atletico Bucaramanga che nel frattempo aveva risolto i suoi problemi. Il Real Cartagena continuò a giocare ma nelle leghe dilettantistiche del dipartimento di Bolívar e nei tornei organizzati dalla federazione.
Nel 1983 la squadra fu sul punto di scomparire ma riuscì a salvarsi grazie all'aiuto finanziario della squadra dei Millonarios. Il club di Bogotà, nell'ambito di un vasto progetto di scuole calcio diffuse in tutto il paese, firmò un accordo con il Real Cartagena che divenne quindi la scuola calcio ufficiale del club nella città di Cartagena.
Nel 1990 la squadra interruppe il suo rapporto con i Millonarios e dopo un cambio societario (che comportò anche il cambio di nome del club che divenne Atletico Cartagena) entrò a far parte del campionato di Primera C da poco creato.
Nel 1992 la squadra, che nel frattempo aveva ripreso il suo nome originale, si affiliò alla Dimayor, l'organismo che organizza il campionato di massima divisione, e prese parte per la seconda volta nella sua storia alla Primera Division.
Dal 1993 la squadra giocò nella Primera B, la seconda divisione, e convisse con numerosi problemi economici fino a quando, nel 1999, riuscì ad imporsi nel torneo e a guadagnare la promozione.
Nel 2002 la squadra venne nuovamente retrocessa, tuttavia riuscì a conquistare la promozione già nel 2004.
Il 2005 fu uno degli anni migliori nella storia del club poiché nel Torneo Finalización di quell'anno il Real Cartagena arrivò addirittura a sfiorare il titolo qualificandosi per la gran finale, poi persa contro il Deportivo Cali.
Nel 2007 il club fu nuovamente retrocesso, ma la militanza in Primera B non fu lunga poiché al termine della stagione 2008 guadagnò nuovamente la promozione nella massima categoria.

## Statistiche
- Stagioni in 1ª Divisione: 9

1971, 1992, 2000 - 2002, 2005 - 2007, 2009.
- Stagioni in 2ª Divisione: 10

1993 - 1999, 2003, 2004, 2008.
- Stagioni in 3ª Divisione: 1

1991

## Palmarès

### Competizioni nazionali
- Primera B: 3

1999, 2004, 2008-II

### Altri piazzamenti
- Campionato colombiano:

Secondo posto: 2005-II
- Copa Colombia:

Semifinalista: 2013
- Categoría Primera B:

Terzo posto: 1998